# Shaykh Dr Abdalqadir as-Sufi
Abdalqadir as-Sufi, född 1930 som Ian Dallas i Ayr i Skottland, död 1 augusti 2021 i Kapstaden i Sydafrika, var en brittiskfödd sufistisk sheikh och ledare för Darqawi-Shadhili-Qadiri Tariqa, grundare av Murabitun World Movement och författare till många böcker inom islam, sufism och politiska teorier. Han föddes i Skottland och var, före sin omvändelse till islam 1967, dramatiker och skådespelare.